# Aide-mémoire
Im diplomatischen Verkehr bezeichnet man kurze notizähnliche Niederschriften mündlicher Erklärungen als Aide-mémoire, was aus dem Französischen übersetzt Gedächtnisstütze bedeutet. Das Aide-mémoire ist ein Bericht ohne persönliche Formel, also oft in einem distanzierten Stil und in der dritten Person verfasst.